# 체굼스시

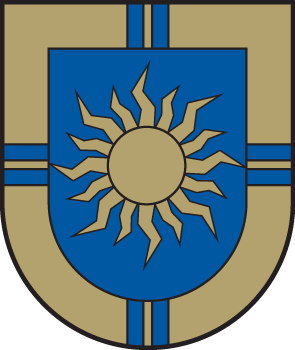
시 문장

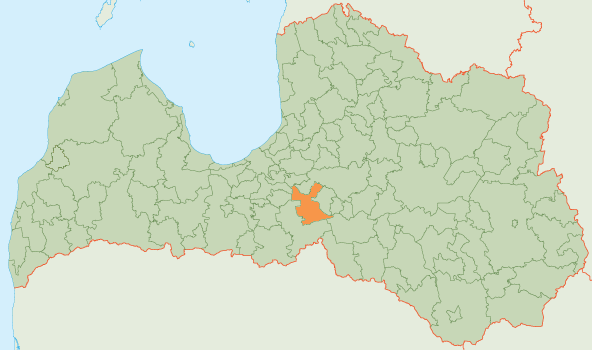
체굼스 시의 위치

체굼스시(라트비아어: Ķeguma novads)는 라트비아의 지방 자치체로 행정 중심지는 체굼스이며 면적은 492.0km2, 인구는 6,386명(2009년 기준), 인구 밀도는 13명/km2이다. 1개 도시, 3개 교구를 관할한다.